# فلیتون
فلیتون (به انگلیسی: Flitton) یک روستا در بریتانیا است که در بدفوردشر مرکزی واقع شده‌است.